# Pardosa sierra
Pardosa sierra är en spindelart som beskrevs av Banks 1898. Pardosa sierra ingår i släktet Pardosa och familjen vargspindlar. Inga underarter finns listade i Catalogue of Life.